# David Bruckner
David Bruckner (Georgia, 1977) è un regista e sceneggiatore statunitense. Co-regista e co-sceneggiatore di film horror antologici come The Signal e Southbound, nel 2017 ha diretto per la prima volta un intero lungometraggio da solo firmando la regia de Il Rituale. Nel 2022 ha diretto il reboot del classico del cinema horror Hellraiser.

## Biografia e carriera
Cresciuto ad Atlanta (non ha mai rivelato se si tratta anche del suo luogo di nascita o meno), Bruckner è figlio di un poliziotto e di un'infermiera. Il regista afferma che la sua famiglia è stata essenziale nel plasmare la sua visione del mondo e, di rimando, nell'influenzare la sua produzione artistica. Ha frequentato l'università della Georgia e proprio qui ha conosciuto A. J. Bowen e Jacob Gentry: insieme a loro e Dan Bush firma nel 2007 la sua opera prima The Signal, film antologico di cui dirige e sceneggia il segmento Crazy In Love. Nel 2011 dirige il cortometraggio Talk Show, mentre negli anni successivi si dedica alla regia e sceneggiatura di altri film antologici quali V/H/S (segmento Amateur Night), Southbound - Autostrada per l'inferno (segmento The Accident). Dal suo segmento di V/H/S nascerà nel 2016 il lungometraggio Siren, versione estesa del precedente cortometraggio.
Nel 2017 dirige per la prima volta un lungometraggio intero, il film horror non antologico Il Rituale. Presentato al Toronto International Film Festival, il film è stato successivamente acquistato da Netflix che lo ha distribuito in tutto il mondo. L'opera è stata accolta in maniera generalmente positiva dalla critica. In seguito a questo successo, Bruckner dirige un altro film intitolato The Night House - La casa oscura: inizialmente previsto per il 2020, il film è stato successivamente rimandato al luglio 2021. L'opera è stata presentata nel 2019  nel corso del Sundance Film Festival, ricevendo recensioni positive da parte dei critici. Nel 2020 è stato annunciato che Bruckner dirigerà un reboot del classico del cinema horror Hellraiser.

## Premi e riconoscimenti
Nel 2008 Bruckner e gli altri registi di The Signal hanno ricevuto una nomination per il prestigioso Independent Spirit John Cassavetes Award.

## Filmografia

### Regista
- The Signal (2007) – Segmento Crazy In Love
- Talk Show (2011) – Cortometraggio
- V/H/S (2012) – Segmento Amateur Night
- Southbound - Autostrada per l'inferno (2016) – Segmento The Accident
- Il Rituale (2017)
- The Night House - La casa oscura (2021)
- Hellraiser (2022)

### Sceneggiatore
- The Signal (2007) – Segmento Crazy In Love
- Talk Show (2011) – Cortometraggio
- V/H/S (2012) – Segmento Amateur Night
- Southbound - Autostrada per l'inferno (2016) – Segmento The Accident

### Produttore
- Talk Show (2011) – Cortometraggio
- V/H/S (2012) – Segmento Amateur Night
- Southbound - Autostrada per l'inferno (2016) – Segmento The Accident
- Siren (2016)

### Soggettista
- Siren (2016)